# Morafeno (Sofia)
Morafeno is een plaats en commune in het noorden van Madagaskar, behorend tot het district Befandriana-Avaratra, dat gelegen is in de regio Sofia. Tijdens een volkstelling in 2001 telde de plaats 10.624 inwoners.
De plaats biedt enkel lager onderwijs aan. Er wordt mijnbouw op industriële schaal bedreven. 98 % van de bevolking werkt als landbouwer en 2 % houdt zich bezig met veeteelt. Het belangrijkste landbouwproduct is rijst; andere belangrijke producten zijn pinda's, mais en maniok. 